# 萨勒拉苏尔斯
萨勒拉苏尔斯（法語：Salles-la-Source，法語發音：[sal la suʁs]）是法国阿韦龙省的一个市镇，属于罗德兹区。

## 地理
萨勒拉苏尔斯（44°26'7"N, 2°30'48"E）面积78.03 平方千米，位于法国奧克西塔尼大區阿韦龙省，该省份为法国南部内陆省份，位于法國中央高原南部，北起顺时针与康塔爾省、洛泽尔省、加尔省、埃罗省、塔恩省、塔恩-加龙省和洛特省接壤。
与萨勒拉苏尔斯接壤的市镇（或旧市镇、城区）包括：德吕埃勒-巴尔萨克、马西亚克瓦隆、穆雷、米雷堡、奥内堡、罗代勒、塞巴扎克-孔库雷斯、瓦拉迪、巴尔萨克。

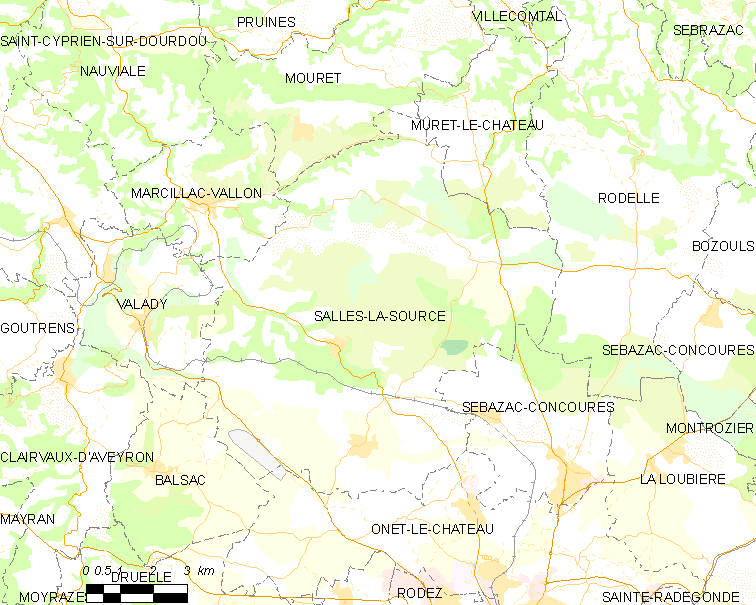
萨勒拉苏尔斯的OSM定位图

萨勒拉苏尔斯的时区为UTC+01:00、UTC+02:00（夏令时）。

## 行政
萨勒拉苏尔斯的邮政编码为12330，INSEE市镇编码为12254。

## 政治
萨勒拉苏尔斯所属的省级选区为山谷县。

## 人口

1962-2008年间萨勒拉苏尔斯人口变化图示

萨勒拉苏尔斯于2022年1月1日时的人口数量为2313人。